# Haldenwang, Günzburg
Haldenwang är en kommun och ort i Landkreis Günzburg i Regierungsbezirk Schwaben i förbundslandet Bayern i Tyskland.
Kommunen ingår i kommunalförbundet Haldenwang tillsammans med kommunerna Dürrlauingen, Landensberg, Röfingen och Winterbach.